# ناوكي كاواماتا
ناوكي كاواماتا (باليابانية: 川俣直樹؛ بالكانا: かわまた なおき) هو لاعب اتحاد الرغبي ياباني، ولد في 31 أكتوبر 1985 في طوكيو في اليابان.